# Máy trợ thính
Máy trợ thính là một thiết bị hỗ trợ cải thiện thính giác bằng cách làm cho người khó nghe/ khiếm thính có thể nghe được âm thanh. Thiết bị trợ thính được phân loại là thiết bị y tế ở hầu hết các quốc gia, và có các quy định quản lý tương ứng. Các bộ khuếch đại âm thanh nhỏ như PSAPs hoặc các bộ khuếch đại âm thanh khác không được phép bán như "máy trợ thính".
Các thiết bị ban đầu, chẳng hạn như kèn tai hoặc sừng tai, là các ống khuếch đại thụ động được thiết kế để thu thập năng lượng âm thanh và đưa nó vào ống tai. Các thiết bị hiện đại là các hệ thống điện thanh (electroacoustic) dùng máy tính làm thay đổi âm thanh môi trường về mức nghe được, sử dụng các phương pháp đo thính thị và quy luật nhận thức. Các thiết bị hiện đại cũng sử dụng xử lý tín hiệu kỹ thuật số phức tạp để thử và cải thiện chất lượng âm thanh và sự thoải mái cho người sử dụng. Các quá trình xử lý tín hiệu như vậy bao gồm quản lý thông tin phản hồi, nén dải động rộng, định hướng, giảm tần số, và giảm tiếng ồn.
Máy trợ thính hiện đại đòi hỏi phải có cấu hình để phù hợp với tình trạng khiếm thính, các đặc tính thể chất và lối sống của người sử dụng. Quá trình này được gọi là "tinh chỉnh" và được thực hiện bởi các nhà thính học. Ích lợi một máy trợ thính đem lại phần lớn lớn phụ thuộc vào chất lượng của quá trình tinh chỉnh. Các thiết bị tương tự như máy trợ thính bao gồm bộ phận giả thính giác gắn kết xương (trước đây gọi là máy trợ thính xương) và ốc tai điện tử.

## Phân loại
Có nhiều loại máy trợ thính với kích thước, nguồn điện và mạch điện tử khác nhau.

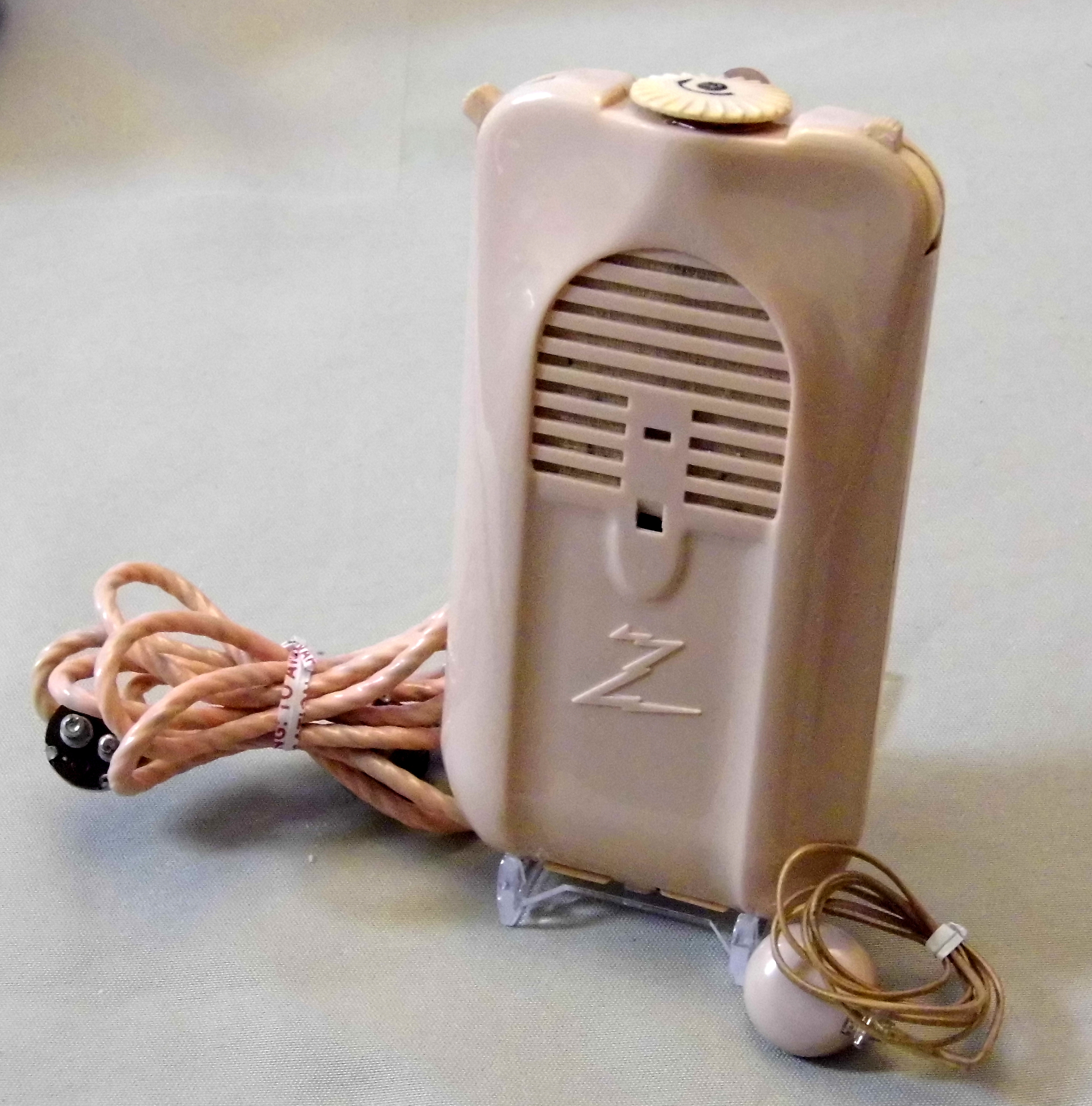
Máy trợ thính ống chân không, 1944
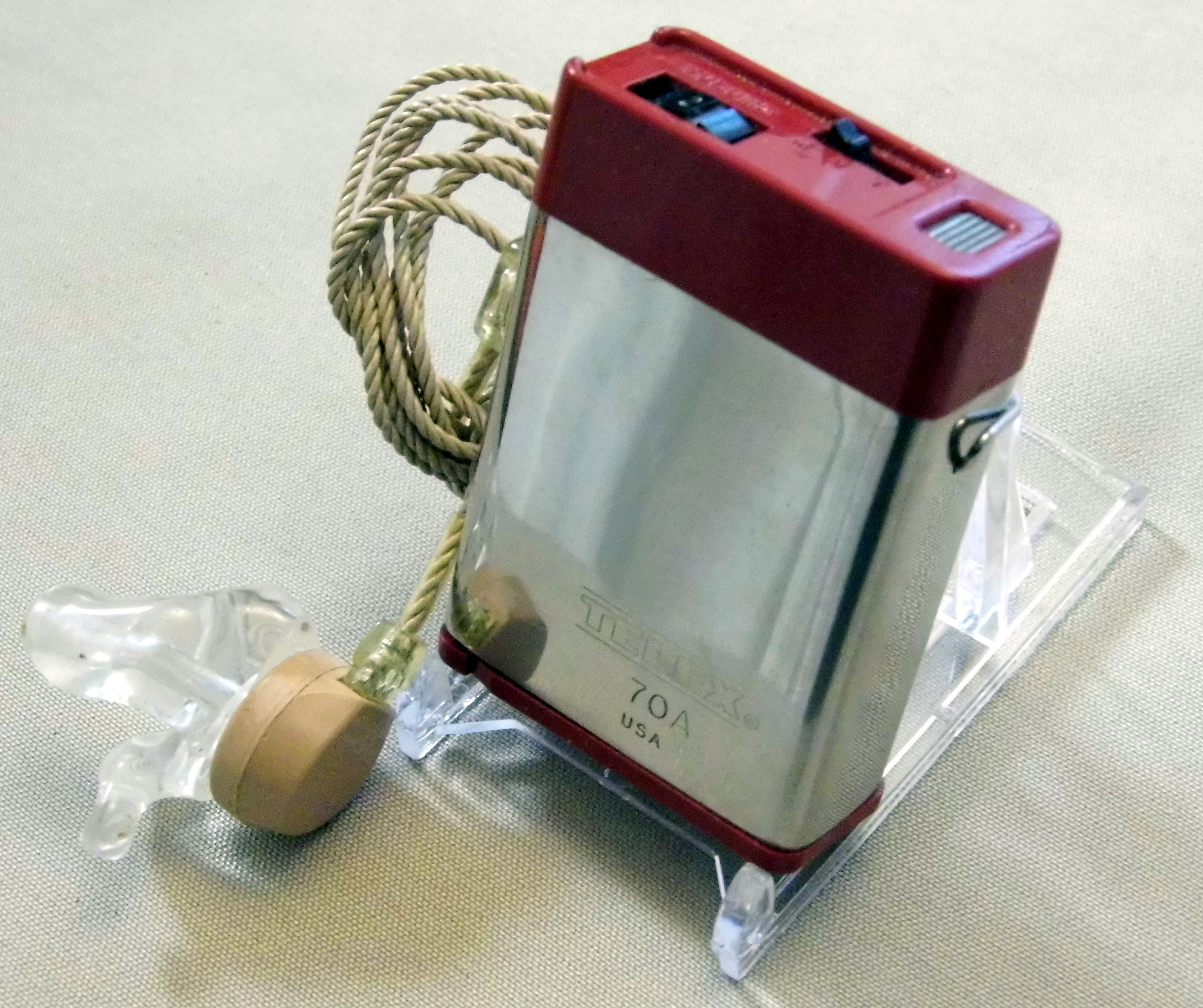
Máy trợ thính transistor đeo theo người
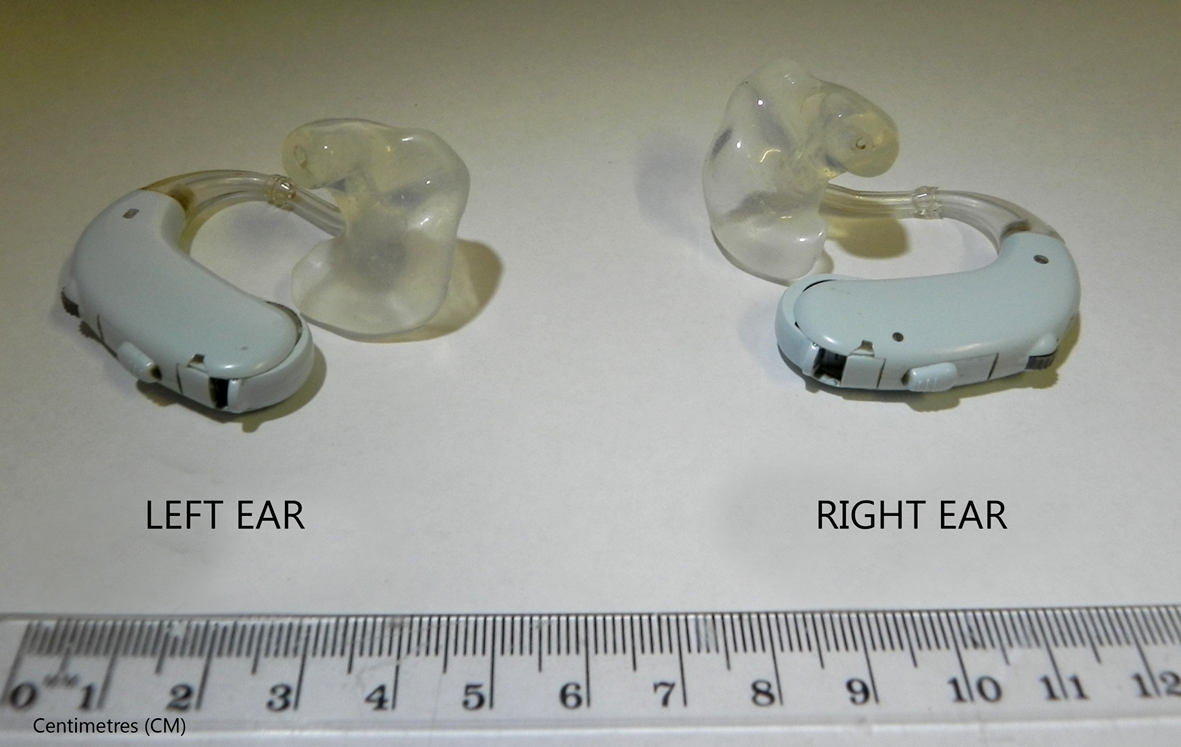
Cặp máy trợ thính BTE có gắn bịt tai
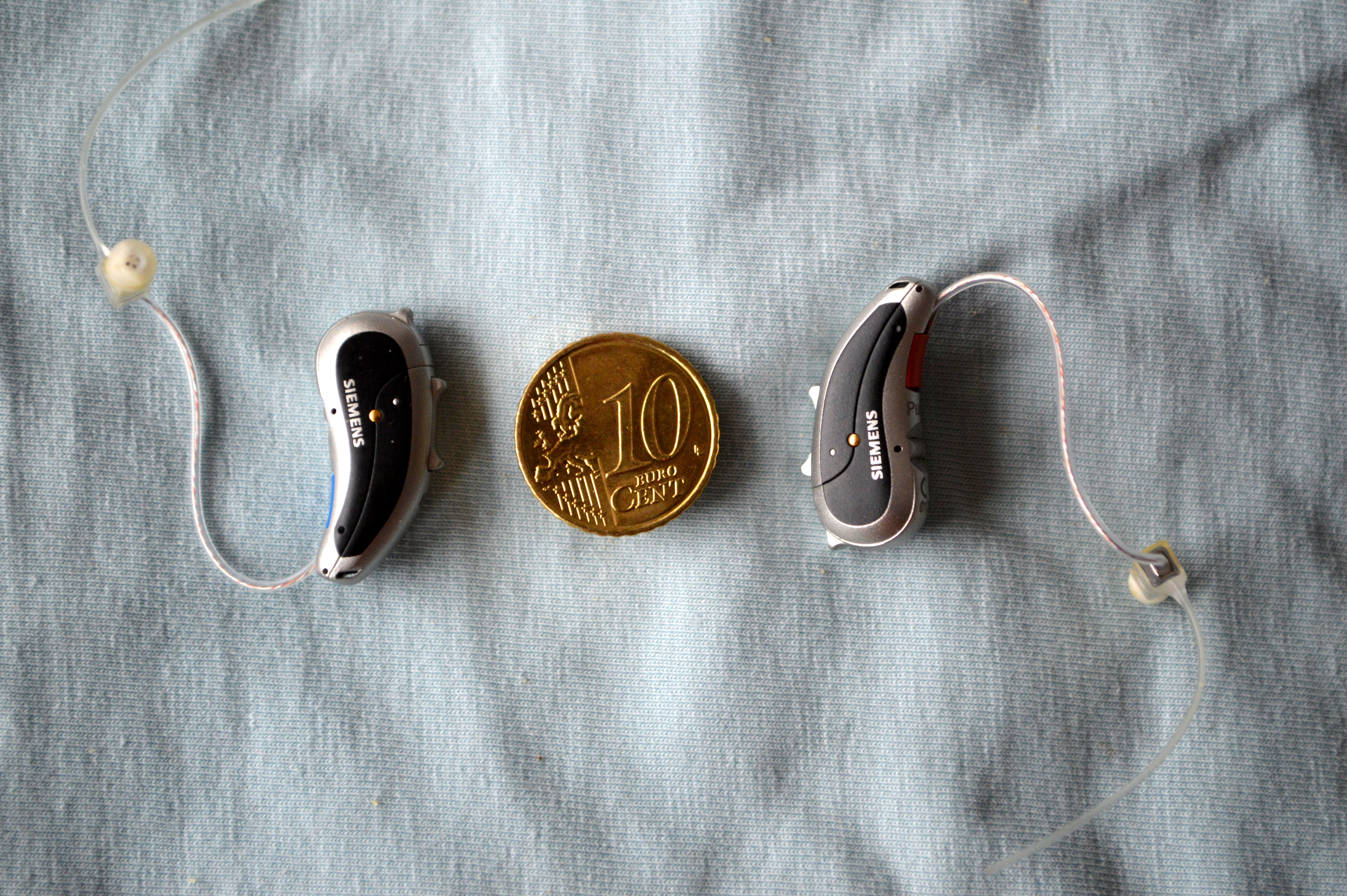
Máy trợ thính bộ thu nhận trong ống tai
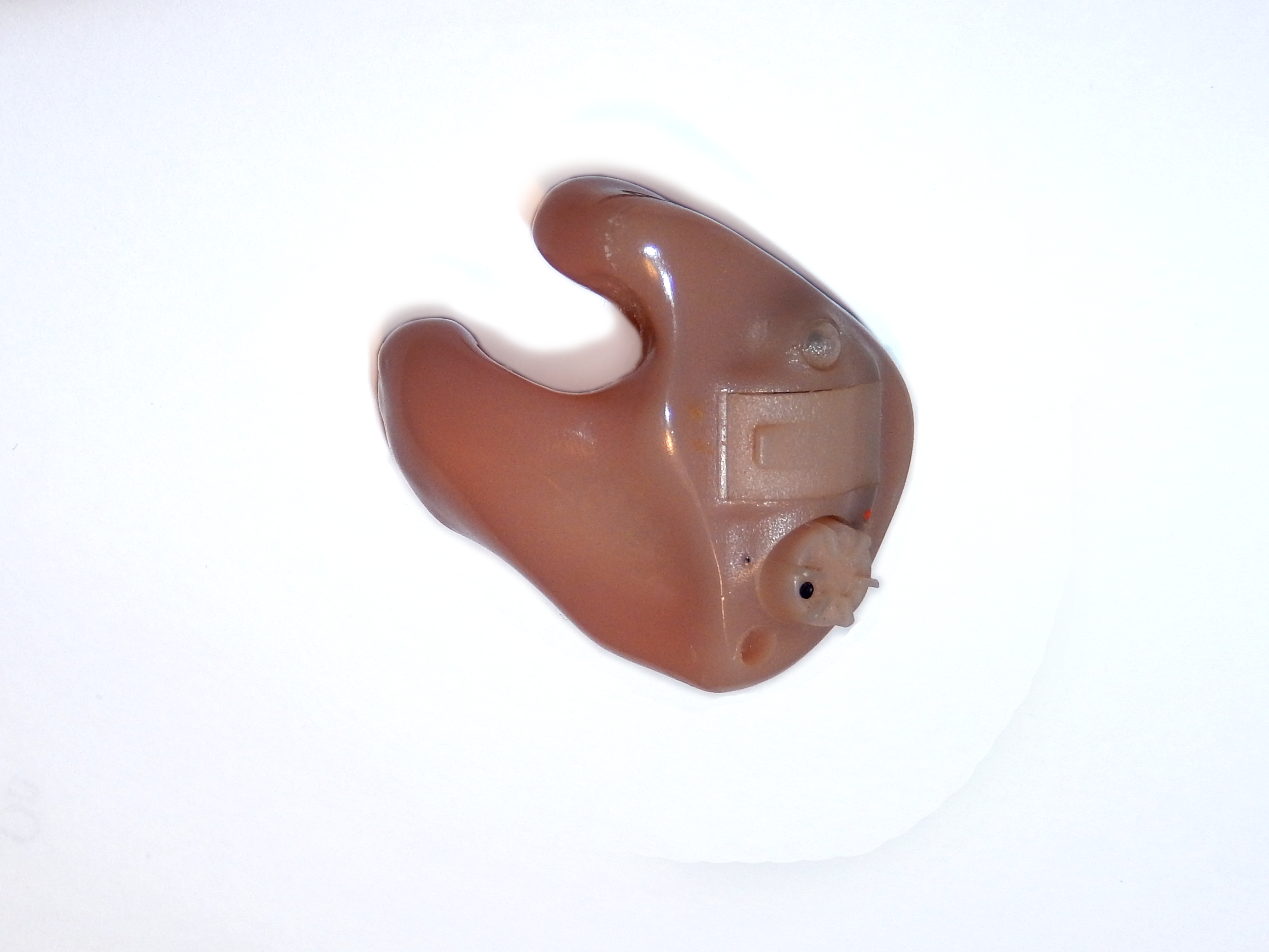
Máy trợ thính trong tai
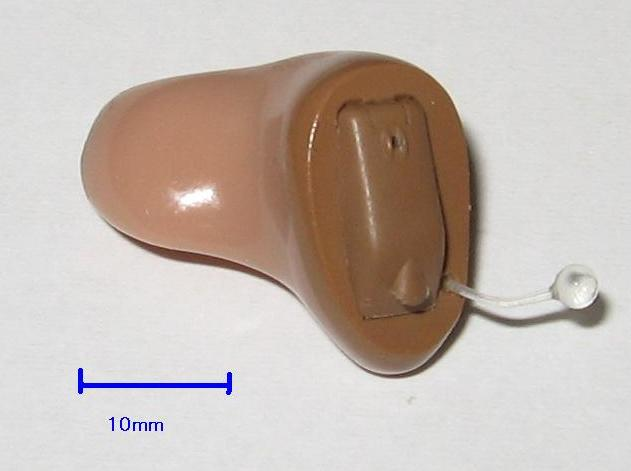
Máy trợ thính trong ống tai
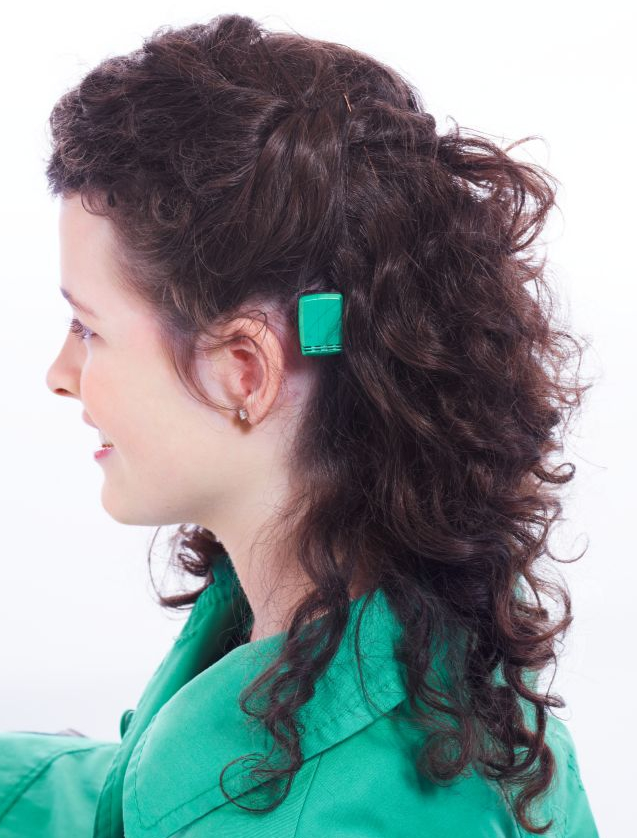
Một người phụ nữ đeo máy trợ thính gắn xương